# Johannes de Muris

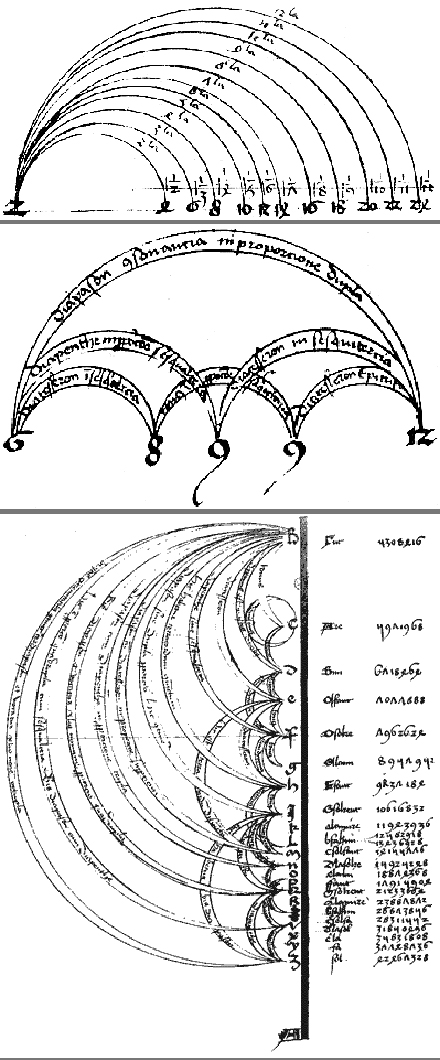
Johannes de Muris - Proportions.

Jehan de Murs, mais conhecido como Johannes de Muris (c.1290 - c.1351), foi um filósofo e musicólogo francês da Idade Média.
Seus tratados ajudaram a consolidar a teoria da Ars nova e foram os mais influentes de sua época, ao lado dos de Philippe de Vitry.

## Obras
- Notitia artis musicae (1319/21)
- Compendium musicae practicae (c. 1322)
- Musica speculativa secundum Boetium (1323)